# 안드레아 오를란디
안드레아 오를란디(1984년 8월 3일 ~ )는 스페인의 전 축구 선수이다.